# RD-180 (motor de foguete)

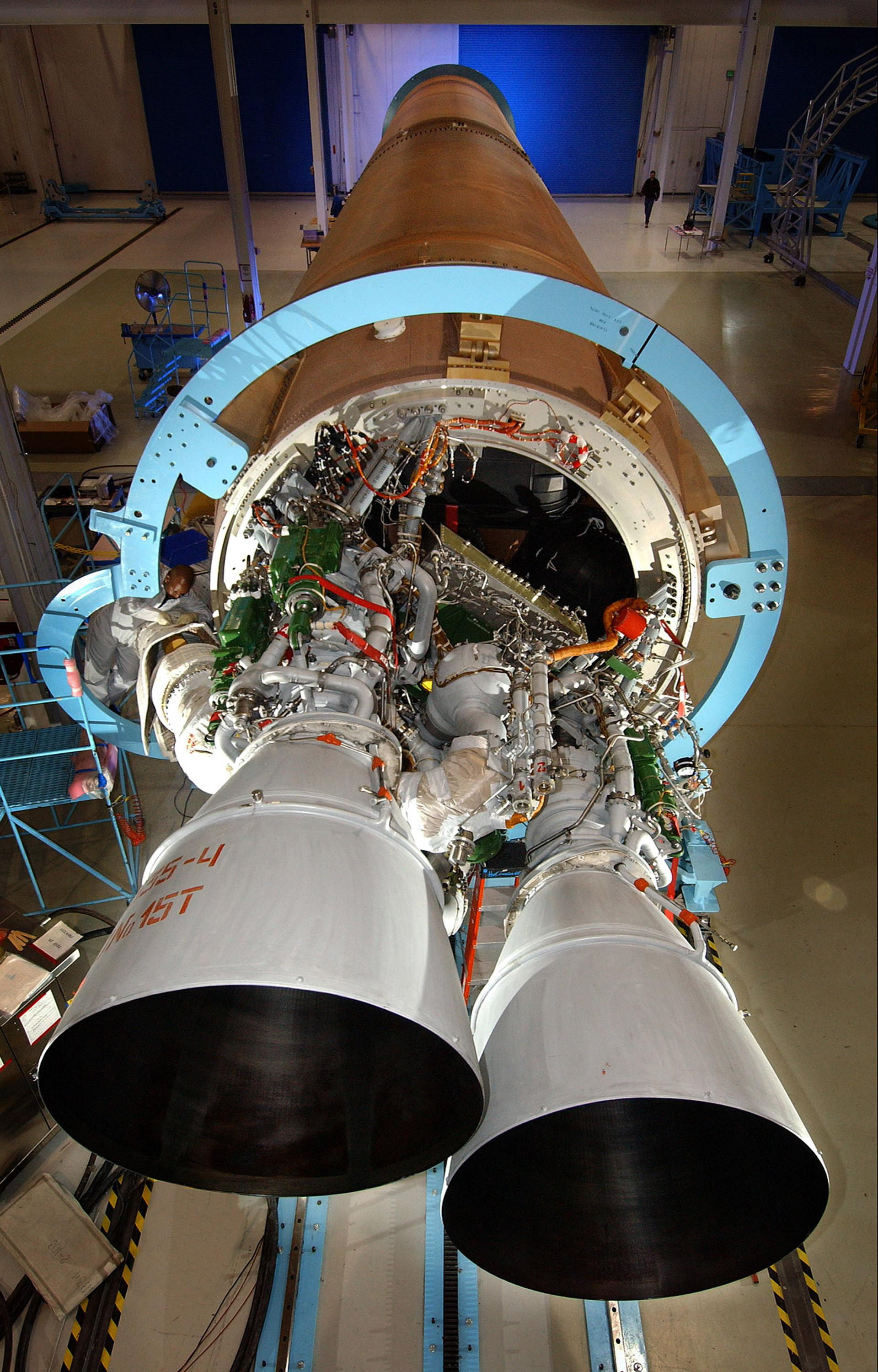
Um motor RD-180 usado no foguete Atlas V.

RD-180 (em russo: РД-180, Ракетный Двигатель 180; trasl. Raketnyy Dvigatel 180), é a designação atribuída a um motor de foguete moderno projetado e fabricado em série na Rússia. Ele é constituído de um par de câmaras de combustão, cada uma com a sua tubeira, sendo alimentado por uma mistura de querosene/oxigênio líquido e atualmente é usado pelo  foguete Atlas V dos Estados Unidos.

## Histórico
O RD-180 foi derivado da linha RD-170/RD-171 de motores e foguete, que foram usados pela União Soviética no veículo de lançamento Energia, e permanecem em uso na família de foguetes Zenit da Ucrânia. Na verdade pode-se dizer que o RD-180 é um RD-170 com apenas duas câmaras de combustão (o RD-170 tem quatro). 
Originalmente, o RD-180 foi planejado para ser usado numa nova família de foguetes russa, a Rus-M, proposta pelos contratantes da Roskosmos, mas o programa foi cancelado em Outubro de 2011.
Vários convênios e acordos foram estabelecidos entre Rússia e Estados Unidos para a produção local e exploração desse motor em veículos lançadores Norte americanos, inclusive envolvendo a participação da NASA.
Por outro lado, para evitar uma maior dependência da Rússia, existem planos em relação à produção de um motor de foguete tão potente quanto o RD-180 ou mais, nos Estados Unidos, que deveria estar pronto até 2020, porém dependendo de parceria com o Departamento de Defesa dos Estados Unidos.

## Breve cronologia
Esses são os principais eventos durante o desenvolvimento desse motor:
- 13 de Janeiro de 1996 - A NGO "Energomash" foi anunciada como vencedora para a produção de um motor de foguete para o foguete "Atlas IIAR" da Lockheed Martin (USA);
- 5 de Junho de 1996 - A NGO "Energomash" e a "Pratt & Whitney" assinaram um contrato conjunto para o desenvolvimento e produção de protótipos, execução de testes e certificação dos novos motores russos RD-180;
- 14 de Julho de 1996 - o contrato entrou em vigor depois da aprovação dos departamentos governamentais russos envolvidos;
- 15 de Novembro de 1996 - efetuado o primeiro testes estático do motor RD-180 especificamente desenvolvido para o primeiro estágio do "Atlas IIAR" no estande de testes da "Energomash" em Khimki;
- 29 de Julho de 1998 - efetuado o primeiro teste estático do motor RD-180 como parte do primeiro estágio do foguete "Atlas III" da Lockheed Martin no estande de teste do "Marshall Center" em Huntsville;
- 2 de Janeiro de 1999 - o primeiro motor RD-180 saído da linha de produção foi enviado para os Estados Unidos;
- 31 de Março de 1999 - foram completados os testes de certificação do motor RD-180;
- 24 de Maio de 2000 - primeiro lançamento de um foguete "Atlas 3A" com o motor RD-180;
- 2001 - foram efetuados testes de certificação do RD-180 para uso no foguete "Atlas 5";
- 2002 - foram efetuados testes de certificação do RD-180 para uso no foguete "Atlas 5", para cargas super pesadas;
- 21 de Fevereiro de 2002 - primeiro lançamento de um foguete "Atlas 3B" com o motor RD-180;
- 21 de Agosto de 2002 - primeiro lançamento de um foguete "Atlas 5" com o motor RD-180;
- 27 de Setembro de 2002 - assinado um contrato de licença para que fosse exportado para os Estados Unidos um conjunto de desenhos, descrição de processos, e documentação de testes para o motor RD-180;
- 4 de Dezembro de 2002 - foi obtida a licença para exportar um conjunto completo de documentação técnica do motor RD-180.

## Imagens
- Close do motor RD-180
- Três motores RD-180 prontos para montagem na fábrica da Lockheed Martin
- Um exemplar do RD-180 em exibição na Rússia
- Um foguete Atlas 5 usando um motor RD-180 sendo posicionado para lançamento
- Linha de produção do motor RD-180 na Rússia